# Silvio Negri
Silvio Negri (Muggia, 26 marzo 1865 – Trieste, 1941) è stato un compositore, mandolinista e chitarrista italiano.

## Biografia
Silvio Negri è noto principalmente per aver musicato il brano Lassè pur premiato nel 1893. Il brano che diventerà popolare, durante la dominazione austriaca, a Trieste, nell'Istria e in Dalmazia fu eseguito in tutte le manifestazioni irredentistiche. Nel 1932 compose la favola radiofonica in tre atti Il reuccio e il suo cruccio. La città di Trieste gli ha intitolato una via.